# Oyo (ciutat de Nigèria)
Oyo és una ciutat al sud-oest de Nigèria, a l'estat d'Oyo que l'any 1992 tenia uns 256.400 habitants. És un centre comercial de cacau i oli de palma, té indústries tèxtils i hi ha jaciments d'or. Fou fundada vers 1835 després de l'enfonsament de l'anomenat Imperi d'Oyo i l'abandonament de la vella ciutat d'Oyo (Olo-Ile). Se la va anomenar Nova Oyo (Ọyọ Atiba).